# Потамий и Немезий
Пота́мий, Неме́сий и Диди́м (лат. Potamius, Nemesius et Didymus) — святые мученики Кипрской православной и Католической церквей.
Подробности жизни неизвестны. Согласно архимандрита Киприана (впоследствии архиепископа Кипрского), были казнены на  Кипре, однако Евсевий Кесарийский, относил их к Александрийской церкви.
День памяти в католическом мартирологе — 20 февраля.
Мощи святого Немесия находятся в базилике Санто-Стефано в Болонье.